# Triodontella truncata
Triodontella truncata är en skalbaggsart som beskrevs av Blanchard 1850. Triodontella truncata ingår i släktet Triodontella och familjen Melolonthidae. Inga underarter finns listade i Catalogue of Life.